# 張先林
張先林（1902年—1969年），安徽合肥人。美國纽约大学醫學博士。

## 生平
先後在北平協和醫學院服務九年醫師職務，由住院醫師以至外科總醫師，教師職務由助教以至副教授。1939年起轉任軍職，除醫療工作外並擔任軍醫之訓練工作。遷台後，專任國防醫學院外科學系主任，為國防醫學院及以後榮民總醫院建立外科基礎。

## 外部連結
- 張故教授先林事略